# Подставили!
«Подставили!» (англ. Railroaded!) — фильм нуар режиссёра Энтони Манна, вышедший на экраны в 1947 году.
Фильм рассказывает «историю коварного заговора, в котором невинный молодой человек оказывается подставленным не только в ограблении салона красоты, служащего прикрытием для нелегального букмекерского бизнеса, но также и в случайном убийстве полицейского». Однако его преданной сестре вместе с честным и самоотверженным детективом удаётся найти и разоблачить реальных преступников и добиться освобождения парня.
Несмотря на скромный бюджет, фильм отличается качественной постановкой Энтони Манна, великолепными визуальными решениями оператора Гая Роу, а также убедительной и яркой игрой Джона Айрленда в роли главного злодея фильма.

## Сюжет
В Нью-Йорке хозяйка одного из небольших салонов красоты Клара Кэлхоун (Джейн Рэндолф) перед окончанием рабочего дня выпроваживает последних клиенток из своего заведения и запирает дверь на ключ. Затем она выясняет у своей ассистентки Мари Вестон (Пегги Конвёрс), что недельная выручка составила около 5 тысяч долларов, после чего выходит к служебному выходу и подаёт сигнал двум вооружённым мужчинам с повязанными на лицах платками. Ворвавшись внутрь, они забирают деньги из кассы и из рабочего стола. Когда один из грабителей надвигается на Мари с двустволкой, та от страха кричит, что слышит на улице патрулирующий квартал полицейский. Увидев сквозь полупрозрачную витрину тень полицейского, один из бандитов стреляет, после чего коп стреляет в ответ, раня грабителя в нижнюю часть челюсти. Второй грабитель ответным огнём убивает полицейского. Затем грабители скрываются на фирменном фургоне с эмблемой местной прачечной.
Они доезжают до кабинета частного врача, где один из грабителей, Дьюк Мартин (Джон Айрленд), говорит своему раненому сообщнику по имени Ковальски, что полиция того схватит, но он вытащит его на свободу. Далее Дьюк инструктирует Ковальски, чтобы тот не говорил копам ничего, кроме того, что в ограблении вместе с ним участвовал Стив Райан, которому принадлежит этот фургон. Пригрозив Ковальски, что если тот скажет что-то не так, тогда он до него доберётся, Дьюк выходит из машины. Оставшись один, раненый Ковальски подаёт звуковой сигнал, ожидая появления врача.
Начальник полицейского участка капитан МакТаггерт (Чарльз Д. Браун) вместе с детективами Микки Фергюсоном (Хью Бомонт)и Джимом Чаббм (Клэнси Купер) допрашивает Клару и Мари. Девушки дают описание фургона. Затем Мэри описывает обоих грабителей как темноволосых, но Клара настаивает на том, что у того, который стрелял, волосы были светлые. Поскольку Мари пребывает в шоковом состоянии, детективы склонны поверить Кларе. Вскоре по ориентировке полиция обнаруживает около врачебного кабинета фургон, в котором был человек с огнестрельным ранением. Кроме того, на месте преступления детективы находят также фирменный платок военного моряка с инициалами СР, а также брошенную грабителями двустволку. Детективы подозревают, что салон красоты может замешан в нелегальным букмекерстве, и отправляют Клару и Мэри для дальнейшего допроса к своему коллеге, который ведёт дела такого рода.
В ночном клубе «Бомбей» владелец клуба Джекленд Эйнсворт (Рой Гордон), пригласив Клару, выражает сожаление в том, что ограбление разрушило так хорошо налаженное дело, в котором её салон был точкой, куда поступала выручка от ставок на подпольном тотализаторе. Джекленд говорит, что покроет убытки от ограбления, однако исключит салон Клары из дела, заменив его другой точкой. На встрече присутствует Дьюк Мартин (Джон Айрленд), который работает у Джекланда, собирая с точек деньги. Он говорит, что когда подъехал к салону Клары, там уже была полиция, и потому он развернулся и уехал.
Клара уходит, прося Дьюка проводить её. Из их разговора в машине и дома у Клары становится ясно, что Клара и Дьюк вместе организовали это ограбление. Они раздражены тем, что Мари закричала во время ограбления, разрушив их планы по-тихому провести дело, а также то, что она заявила в полиции, что оба грабителя были темноволосыми. Они также опасаются по поводу Ковальски, который, по словам Дьюка, слишком мягок и может расколоться. Дьюк вынимает из кармана похищенные деньги и пересчитывает их, однако когда Клара, целуя его, просит с ней поделиться, он убирает деньги в карман.
Вскоре полиция подъезжает к дому Стива Райана (Эд Келли), где тот мирно пьёт чай со своей матерью (Хермин Стерлер) и сестрой Роузи (Шила Райан). Микки Фергюсон, который когда-то жил по соседству с Райанами, и хорошо знает их семью, заходит в дом, поражаясь красоте Роузи, которую помнит ещё ребёнком. Говоря, что пришёл по работе, Микки обыскивает светловолосого Стива, а затем вместе с напарником допрашивает его. Стив рассказывает, что весь вечер работал в своём гараже, однако родственники не могут подтвердить его алиби, так как в это время были в кино. Затем Микки предъявляет Стиву платок, который тот сразу же узнаёт, поскольку сам с помощью трафарета написал на нём свои инициалы. Стив говорит, что всегда держал платок в своём фургоне. Микки вместе с напарником уводят Стива для проведения следственных действий. Роузи пытается защитить брата, говоря, что он не мог этого сделать, однако Микки лишь обещает ей во всём разобраться непредвзято и тщательно.
Детективы привозят Стива к фургону, на котором было совершено ограбление, и тот опознаёт его. Чабб открыто обвиняет Стива в том, что он бросил своего раненного сообщника умирать, а сам сбежал. Детективы спрашивают, куда Стив выбросил пистолет, из которого застрелил полицейского, что приводит парня в шок. В полицейской лаборатории эксперты изучают руки Стива, пытаясь обнаружить на них следы пороховых газов, однако анализы ничего не показывают. После того, как Стива выводят, эксперт обращает внимание Микки на то, что пуля, которой был убит полицейский, пахнет духами. Затем Стива отвозят в больницу, где тяжело раненый Ковальски опознаёт в нём своего сообщника, застрелившего полицейского. Стив утверждает, что Ковальски оговаривает его из мести за то, что Стив в своё время побил его, когда тот приставал к его сестре Роузи.
Тем временем Роузи бегает по соседям, пытаясь найти свидетелей того, что в момент ограбления Стив работал в гараже, однако никто из свидетелей не видел его в то время. Вернувшись домой, Роузи видит, что Микки и Чабб проводят там обыск в поисках орудия убийства и похищенных 5 тысяч долларов наличными. Роузи пытается заставить поверить Микки, что Стив не мог совершить такого преступления, однако детектив отвечает, что его интересуют только факты.
На опознании в полицейском участке Клара уверенно утверждает, что именно Стив участвовал в ограблении и убил копа, хотя Мари продолжает сомневаться и говорит, что у того парня были тёмные волосы. Оставшись со Стивом наедине, полицейские сообщают ему, что Ковальски умер, что ухудшает положение Стива, так как показания Ковальски уже нельзя будет изменить. Затем копы ещё раз подробно допрашивают Стива и рассказывают ему свою версию преступления. Стив справедливо обращает их внимание на то, что такие улики, как платок и фургон слишком очевидны, и вряд ли он подставился таким образом, если бы на самом деле пошёл на преступление. Однако капитан МакТаггерт, который хочет как можно скорее наказать убийцу своего коллеги, утверждает, что это может быть хитрой уловкой со стороны Стива, и требует от своих детективов довести дело до конца как можно скорее.
Клара в своей квартире прилично напилась, но при появлении Дьюка пытается спрятать бутылку. Легко обнаружив бутылку, Дьюк бьёт её по лицу. Неожиданно раздаётся стук в дверь, и Дьюк прячется в соседней комнате. Появляется Роузи, которая продолжает вести собственное расследование. Она пришла, чтобы уточнить описание убийцы копа, так как, по словам Мари, он был темноволосым. Когда Клара продолжает настаивать на том, что видела Стива, Роузи называет её вруньей. Клара набрасывается на Роузи, и между женщинами завязывается драка, в которой Роузи удаётся одержать верх над пьяной Кларой, после чего она уходит. Дьюк, который всё слышал, возвращается в комнату и требует Клару сказать, где находится Мари, чтобы вправить ей мозги, а самой Кларе приказывает собрать вещи и исчезнуть вплоть до начала суда над Стивом.
На следующее утро Роузи ожидает в парикмахерской, куда перевелась работать Мари, однако та не выходит на работу. В поисках Мари в парикмахерской появляется и Микки, который намерен ещё раз уточнить её показания. Решив отправиться к Мари домой, он предлагает повезти Роузи. В машине он признаёт, что стал сомневаться в виновности Стива, и на прощание обещает скоро порадовать её новостями. Дома мать сообщает Роузи, что ей звонил некто Дьюк Мартин с просьбой встретиться с ним в клубе «Бомбей».
В ожидании Роузи, Дьюк проводит время в компании своего шефа Джекленда, который сообщает, что уже нашёл новую точку для приёма денег, и хочет взять Клару туда в качестве управляющей. Дьюк обещает привезти её сразу после начала суда. Заметив появившуюся Роузи, Дьюк присаживается за её столик, а затем приглашает её танцевать. Пытаясь вызвать расположение Роузи, Дьюк утверждает, что не верит в виновность Стива. Далее он даёт Роузи понять, что по своим каналам может узнать об ограблении и убийстве то, до чего копы не доберутся никогда.
Тем временем Микки просит привратницу показать комнату неожиданно уехавшей Клары и оставленные ей вещи, среди которых он обнаруживает портрет Дьюка, которого помнит по прежним делам. В полицейском архиве он находит криминальное досье на Дьюка, забирая его с собой. Он приезжает в клуб «Бомбей», чтобы расспросить Дьюка о его отношениях с Кларой, неожиданно для себя замечая его в компании Роузи. Микки подходит к их столику, напоминая Дьюку, что их пути время от времени пересекаются. Далее детектив говорит Дьюку, что его подруга Клара неожиданно исчезла, и он должен её найти, так как она важный свидетель. Дьюк выражает недовольство тем, что копы к нему цепляются по каждому поводу, и Роузи, дом которой обыскали незадолго до того, поддерживает Дьюка. После ухода Микки, она подтверждает Дьюку, что ненавидит копов после того, что они сделали с её братом и с её домом. Дьюк подвозит её домой, ещё раз обещая помочь в деле её брата. Около дома Роузи поджидает Микки, который рассказывает ей, кто такой Дьюк на самом деле, и что ему нельзя доверять. Обещая защитить её, Дьюк целует Роузи, однако она как будто этого не замечает, продолжая говорить о Стиве. Разочарованный тем, что ему не удалось расположить к себе Роузи, Микки уходит.
В лаборатории эксперт показывает Микки сумочку Мари с пулевым отверстием, утверждая, что таким образом девушка пыталась защититься от стрелявшего в неё бандита. Тело Мари, несмотря на то, что при ней не было никаких документов, удалось быстро идентифицировать, так как во время войны она работала на оборонном заводе. На теле остались следы от проволоки, с помощью которой к её телу убийца привязал груз, а затем утопил его. Само тело обнаружил случайный рыбак, который бросил якорь, зацепившийся за проволоку. Микки предположил, что Мари устранили как опасного свидетеля.
Дьюк сидит с Кларой в квартире, которая служит ей временным убежищем. Она распустилась, продолжает пить, винит себя в том, что подставила несчастного парня и переживает, что ограбление принесло ей один вред. Дьюк требует от неё собраться и выступить на суде как надо, обещая ей затем бежать вместе с ней и с большими деньгами в Южную Америку. Для этого Дьюк хочет убить и ограбить своего босса Джекленда.
Роузи с матерью приходят в тюрьму, где содержат Стива, встречая там Микки, который, похоже, теперь просто использует арест Стива для того, чтобы выследить настоящего преступника. Они заключают, что Микки скорее всего на их стороне.
Разыскав адрес убежища Клары, Микки направляется к её дому и скрытно поджидает у подъезда. Когда к дому подъезжает Дьюк, Микки подходит к нему и говорит, что теперь получил подтверждение в том, что Дьюк продолжает поддерживать связь с Кларой. Кроме того, он говорит Дьюку, что ему известно об убийстве Мари, а затем делает вид, что уезжает на такси, а сам остаётся ждать у дома.
Клара радостно встречает и обнимает Дьюка, однако он грубо её отталкивает, раздражённый тем, что детектив узнал этот адрес, после чего уходит. Тут же к Кларе заходит Микки. Он говорит ей, что думает, что она солгала, указав на парня, который стрелял в полицейского. Далее Микки сообщает, что она может быть наказана, если даст заведомо ложные свидетельские показания на суде. Потом он говорит Кларе, что в реке обнаружили труп Мари, предостерегая, что и с ней может случиться то же самое.
Перед самым закрытием клуба Дьюк встречается там с Роузи. Выпроводив последних посетителей, Дьюк подводит Роузи к заснувшему за барной стойкой пьянчужке по имени Уайно, который в подробностях пересказывает Роузи, как он вместе с Ковальски осуществил ограбление салона, а также что это он застрелил копа. Оружие он якобы утопил, а деньги истратил. Обрадованная Роузи верит рассказу Уайно, рассчитывая, что теперь с её брата будут сняты все обвинения. Она хочет немедленно позвонить в полицию, однако Дьюк уговаривает её повременить до завтрашнего дня, а пока просит её принести 300 долларов, которые надо заплатить за розыск Уайно. Когда Роузи уходит в машину, Дьюк объясняет Уайно, что у него есть стопроцентное алиби, и потому, когда дело дойдёт до суда, оно там развалится, а его выпустят. И тогда Дьюк заплатит ему обещанные 50 долларов.
Роузи заходит домой, где её ожидает Микки, который следит за Дьюком. Взяв деньги, Роузи направляется в клуб «Бомбей» для встречи с Дьюком. Тем временем Дьюк заходит в квартиру Клары, но её там нет. Довольно быстро он находит Клару, которая из соседней аптеки звонит Роузи, сообщая ей, что Мари сказала правду о том, что убийца был темноволосым. Она просит передать, чтобы Микки немедленно приехал к ней домой. Подслушав этот разговор, Дьюк поджидает Клару на улице. Когда Клара приходит домой, вслед за ней заходит Дьюк, который без слов достаёт пистолет и убивает её. Подъехавший Микки обнаруживает уже мёртвую Клару с платком Дьюка в руке.
Затем Дьюк приезжает в клуб к Джекленду, который пересчитывает выручку, которая составила за уик-энд очень приличные 30-40 тысяч долларов. Дьюк хладнокровно убивает Джекленда и забирает все имеющиеся деньги, узнав у него предварительно, что Роузи уже заходила и должна снова появиться через пять минут.
В лаборатории Микки узнаёт, что полицейского и Клару убили из одного и того же пистолета, и пули одинаково пахнут духами. Микки немедленно направляется в клуб «Бомбей».
Вернувшаяся в клуб Роузи встречает Дьюка, который наводит на неё пистолет, обвиняя в том, что она сговорилась с Кларой. В тот момент, когда Дьюк уже собирается застрелить Роузи, приезжает Микки и снаружи разбивает стеклянную дверь в клуб, в результате чего срабатывает сирена. Дьюку всё-таки удаётся выстрелить в Роузи и ранить её, но не смертельно. Микки вступает с ним перестрелку, и когда бандит опустошает всю обойму, Микки выходит из укрытия, чтобы арестовать его. Дьюк пытается бежать, но Микки убивает его при попытке к бегству. Подъезжает полиция, а Микки утешает раненную Роузи.
Стив возвращается домой из тюрьмы, а Микки и Роузи целуют друг друга.

## В ролях
- Джон Айрленд — Дьюк Мартин
- Шила Райан — Роузи Райан
- Хью Бомонт — Микки Фергьюсон
- Джейн Рэндолф — Клара Кэлхоун
- Эд Келли — Стив Райан
- Чарльз Д. Браун — капитан полиции МакТаггерт
- Клэнси Купер — детектив Джим Чабб
- Пегги Конвёрс — Мари Вестон
- Хермин Стерлер — миссис Райан
- Киф Брэсселл — Кови Ковальски
- Рой Гордон — Джекленд Эйнсворт

## Создатели фильма и исполнители главных ролей
Кинокритик Джеффри М. Андерсон отмечает, что «фильм стал прорывом для Энтони Манна», впервые продемонстрировавшего «сильный, контрастный чёрно-белый изобразительный ряд, который он в дальнейшем доведёт до совершенства вместе с оператором Джоном Олтоном в таких фильмах нуар, как „Агенты казначейства“ (1947), „Грязная сделка“ (1948), „Он бродил по ночам“ (1948) и „Случай на границе“ (1949)».
Джефф Стаффорд напоминает, что «Подставили!» стал последним фильмом, поставленным Манном для небольшой студии Producers Releasing Corporation (PRC), которая вскоре объединилась с Дж. Артуром Рэнком, став «Игл-Лайон». «Первый фильм Манна для „Игл-Лайон“ — „Агенты казначейства“ (1947) — обычно рассматривается как первый реальный коммерческий и критический успех Манна. Он проложил режиссёру путь к нуарам с более значительными бюджетами и крупными звездами, таким как „Случай на границе“ (1949) с Рикардо Монтальбаном и Джорджем Мёрфи, и „Переулок“ (1950) с Фарли Грейнджером и Кэти О’Доннелл, которые известны своим исполнением ролей обречённой пары влюблённых по фильму Николаса Рэя „Они живут по ночам“ (1948)».
Стаффорд далее указывает, что «фильм обозначил серьёзный шаг в карьере Энтони Манна, когда тот всё ещё оттачивал мастерство, но уже начал развивать собственный стиль, который достигнет апогея в его психологических вестернах, среди них „Обнажённая шпора“ (1953) и „Человек из Ларами“ (1955) с участием Джеймса Стюарта». По мнению Стаффорда, невозможно не обратить внимание «на бесконечно увлекательную галерею злодеев в поздних фильмах Манна, среди них Стивен МакНэлли в „Винчестере 73“ (1950), Роберт Райан в „Обнажённой шпоре“ и Ли Джей Кобб в „Человеке с Запада“ (1958)». В этой связи «не удивительно, что одержимый оружием убийца Дьюк Мартин в исполнении Джона Айрленда является самым интересным героем фильма».
Джон Айрленд сыграл заметные роли в военной драме «Прогулка под солнцем» (1945), политической драме «Вся королевская рать» (1949), фильмах нуар «Грязная сделка» (1948), «Общеизвестный секрет» (1948) и «Девушка с вечеринки» (1958). Позднее он сыграл в исторической драме «Спартак» (1960), приключенческой драме «Локальная война» (1962) и нео-нуаре «Прощай, моя красавица» (1975).
Хью Бомонт сыграл главные роли в трёх низкобюджетных фильмах нуар Сэма Ньюфилда — «Леди признаётся» (1945), «Оправдание убийства» (1945) и «Денежное безумие» (1948). В 1946 году он появился в известном фильме нуар «Синий георгин», а в 1946-47 годах исполнил роль частного сыщика Майкла Шейна в серии из пяти детективных фильмов студии PRC. Позднее он прославился исполнением роли «всезнающего отца» в телевизионном ситкоме «Предоставьте это Биверу» (1957-63)

## Оценка фильма критикой

### Общая оценка фильма
Фильм остался малозаметным на момент выхода на экраны в 1947 году, однако впоследствии критики обратили на него внимание, особенно выделив высокий уровень постановки Энтони Манна и операторской работы Гая Роу, а также игру актёра Джона Айрленда. Как написал кинокритик Джефф Стаффорд, «рассматриваемый рецензентами своего времени как не более, чем очень сильный фильм категории В, сегодня „Подставили!“ признаётся как один из лучших из когда-либо созданных низкобюджетных нуаров».
Крейг Батлер отметил, что «хотя это определённо фильм категории В», тем не менее «по многим параментрам он соответствует уровню фильмов категории А». Наиболее значимым достоинством картины Батлер называет «восхитительно жуткую игру Джона Айрленда в качестве злодея». Кроме того, по мнению критика, «фильм также выигрывает от немногословной, напряжённой и атмосферической режиссуры Энтони Манна, а также от наслаждения светом и тенями (особенно, вторым) благодаря запоминающейся операторской работе Гая Роу». Как пишет Джефф Стаффорд, «предыдущий фильм Манна „Отчаянный“ (также 1947 года) доказал умение режиссёра подняться выше формата картин категории В и создать захватывающую криминальную драму, использующую элементы, которые сделали жанр фильм нуар столь особенным — глубокие тени, необычные ракурсы, роковые события и циничных, разочарованных персонажей в аморальной вселенной». Далее он замечает, что в данном фильме Манн «ещё более усовершенствовал эту формулу, показав внутренние конфликты главных персонажей и одновременно исследуя связи между сексом, насилием и другими постулатами нуара». Деннис Шварц, со своей стороны, назвал картину «второсортным криминальным триллером, сделанным до того, как Энтони Манн достиг своего лучшего периода». При этом критик отметил «умело написанную детективную историю», которая поставлена «в быстрым темпе», а также «мерзкую игру Джона Айрленда в роли безжалостного злодея», которая «цементирует этот низкобюджетный фильм нуар».

### Оценка сценария, режиссёрской и операторской работы
Как написала Дженин Бэсинджер в своей книге «Энтони Манн», фильм «является наглядным примером того, чего можно добиться из ничего. Он мастерски поставлен, и… крепко держится благодаря световому решению, целостному и атмосферическому даже в тех сценах, которые не требуют визуальной виртуозности… На самом деле „Подставили!“ — это своего рода стилистический шедевр, начало и окончание фильма поднимают его над обычным уровнем кино такого плана».
Джефф Стаффорд отметил «стилизованную операторскую работу Гая Роу», которая «задаёт зловещее предзнаменование картине, когда ограбление в самом начале разворачивается в блестяще продуманный визуальный эпизод». Он пишет: «Когда двое вооружённых людей в масках заходят в салон красоты, одна из сотрудниц вместе с одним из грабителей скрывается в затемнённом служебном помещении. Мы видим, как двустволка преступника появляется в кадре, всё увеличиваясь в размерах, по мере того, как он приближается к испуганной до ужаса девушке (и зрителю), пока её перекошенное от паники лицо, данное сверхкрупным планом, не разражается пронзительным криком. Затем мы видим силуэт проходящего мимо полицейского сквозь витрину салона. Он достаёт оружие, но его убивают, и он падает, разбивая витрину, чем создаёт ещё больший хаос в темноте. Такое визуальное повествование обладает огромной силой воздействия без всяких слов. Это кино в своём чистом виде».
Высоко оценив постановку и особенно операторскую работу, большинство современных критиков довольно критически оценило сценарий. Так, Крейг Батлер посчитал, что «сценарий является слабым местом фильма, он довольно предсказуем и слишком и поверхностен, несмотря на парочку приятных штрихов (в частности, подозрительность, с которой Райан относится к копам, а также криминальный босс, который наслаждается Оскаром Уайлдом)». И хотя «сценарий не пускает фильм под откос», но, по мнению Батлера, «не позволяет ему стать нуаровым триллером высшего уровня». Деннис Шварц написал, что «сюжет неинтересный и предсказуемый, а актёрская игра так себе». По его словам, «самым памятным в фильме является то, что безбашенный убийца имеет привычку надушить свои пули», а «лучшая цитата фильма исходит от криминального босса Дьюка: „женщин надо бить регулярно, как гонг“», которую он ошибочно приписывает Оскару Уайлду (на самом деле её автором является драматург Ноэл Кауард). Шварц вообще полагает, что «цитаты из Уайлда не вполне уместны в таком безвкусном фильме».

### Характеристика актёрской работы
Среди актёрских работ критики особенно выделили игру Джона Айрленда, который, по словам Стаффорда, «обеспечивает непредсказуемое и опасное экранное присутствие, которое придаёт реальную угрозу и нервную напряжённость всем сценам». Батлер добавляет: «Хладнокровная и неисправимо мерзкая, жестокая и безжалостная игра Айрленда подходит к краю извращённости; он не тот, кто испытывает потребность и наслаждение в убийствах, он тот, для которого убийство выглядит просто как способ времяпрепровождения».
Стаффорд отмечает, что «по сравнению с персонажем Айрленда, реальный герой произведения, детектив Фергюсон, скучен и усерден, но что ещё можно ожидать от Хью Бомонта?». Батлер полагает, что «в то время, как Хью Бомонт в роли детектива немного скован, он всё равно достаточно убедителен. Кроме того очень хорошо работают Джейн Рэндолф и Эд Келли, весомый вклад вносит и Шила Райан. А кошачья драка между Райан и Рэндолф доставляет особое наслаждение». Стаффорд выделяет игру «побочных преступных персонажей», которые «более живописны здесь», чем положительные герои. Среди них злобная любовница-алкоголичка Дьюка (Джейн Рэндолф) и декадентствующий владелец ночного клуба «Бомбей», который выдаёт цитаты из Оскара Уайлда, такие как «женщин надо бить регулярно, как в гонг!» (в действительности, автор этой фразы — Ноэл Кауард) и «нельзя убивать женщину за то, что она сделала вам больно, но ничто не запрещает вам заметить, что с каждой минутой она стареет» (на самом деле это слова Амброза Бирса).